# Montañas Visegrád
Las montañas Visegrád (en húngaro: Visegrádi hegység)  son una cadena montañosa en Hungría, ubicadas no muy lejos de Budapest.

## Geografía
Las montañas Visegrád son el vecino norteño directo de los Montes de Pilis. Aunque las dos cordilleras forman una unidad geográfica, ya que ambas pertenecen oficialmente a los montes Transdanubios, los montes Visegrád conectan con los Börzsöny y las montañas del Norte de Hungría. Esta cadena montañosa es la parte más meridional de los Cárpatos Occidentales Interiores. La roca básica de estas montañas es volcánica, principalmente andesita, mientras que los montes Transdanubios se basan en rocas sedimentarias. 

## Geología
Las montañas Visegrád fueron moldeadas por eventos volcánicos.

## Historia
Toda la sierra sirvió como zona de caza de los reyes medievales.

## Ubicaciones notables
El pico más alto de la cordillera se encuentra en Dobogókő  (699 m sobre el nivel del mar), una estación de esquí y senderismo con una vista panorámica de la curva del Danubio.

## Galería

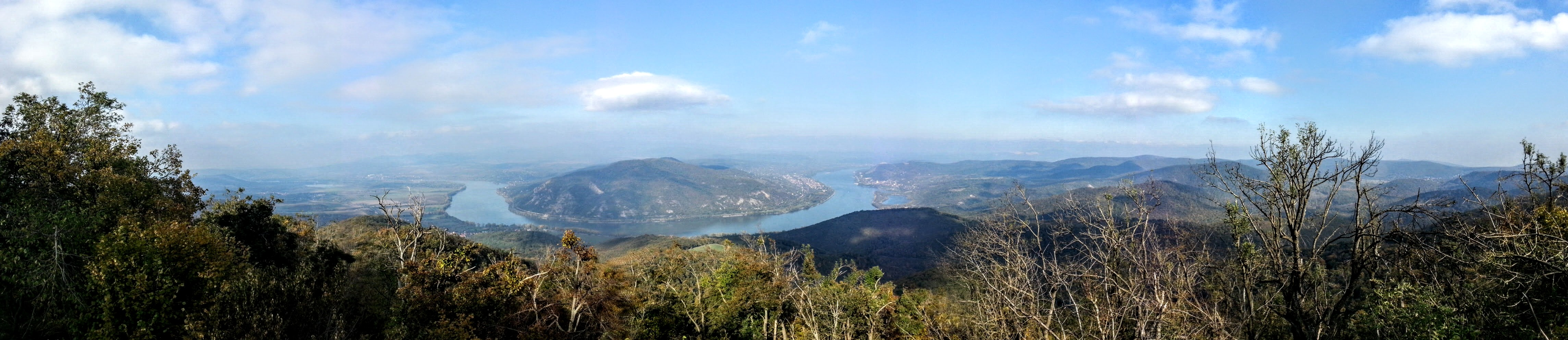